# Traduccions

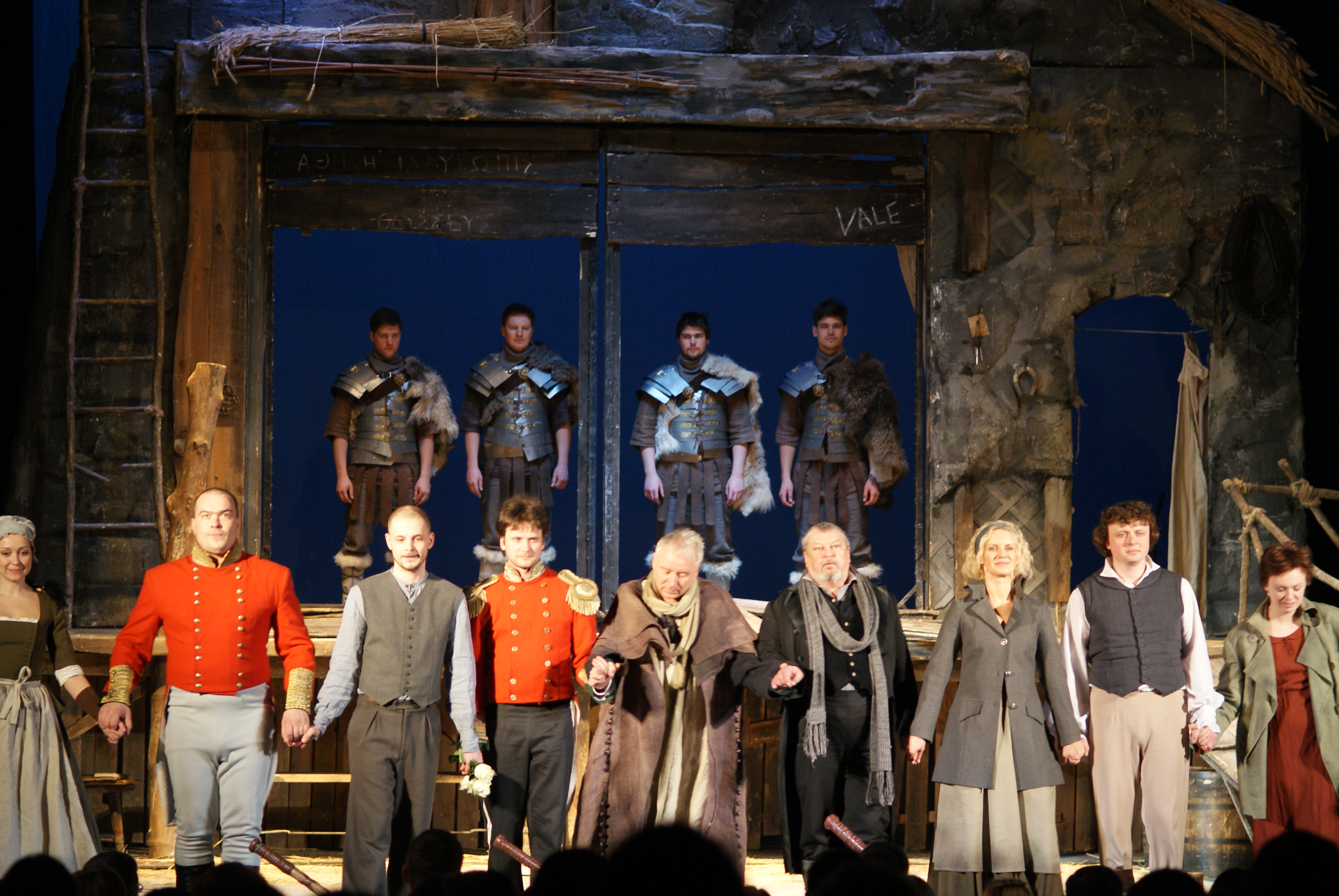
Representació de "Traduccions" a Minsk

Traduccions (Translations en l'original anglès) és una obra de teatre escrita el 1980 pel dramaturg irlandès Brian Friel. Transcorre a la vila fictícia de Baile Beag (Ballybeg), a la Irlanda del segle xix, i planteja qüestions relacionades amb el llenguatge, la comunicació, i l'imperialisme cultural. La versió catalana, traduïda per Joan Sellent, va ser estrenada el 2014 a la Biblioteca de Catalunya sota la direcció de Ferran Utzet.

## Argument
L'obra té lloc l'any 1833 a un poble del comtat de Donegal, al nord-oest d'Irlanda. L'acció comença quan Owen, el fill del mestre de l'escola rural de la vila, torna a casa després de sis anys d'absència acompanyat d'un destacament de geògrafs de l'exèrcit britànic amb l'objectiu de canviar tots els topònims gaèlics de la zona a la llengua anglesa. Owen ha estat contractat per fer-los de traductor i ajudar-los amb la seva feina, fet que comptarà amb l'oposició del seu germà Manus. La trama es complica quan el jove tinent anglès Yolland s'enamora de Máire, la promesa de Manus.
Friel utilitza el llenguatge com un instrument per subratllar els problemes de comunicació: lingüística, cultural i generacional. Dins el context de l'obra, els personatges irlandesos i anglesos parlen les seves respectives llengües, però de fet tots els actors parlen anglès en l'original. Això permet a l'audiència d'entendre totes les llengües, encara que els personatges no s'entenguin entre ells.

## Repartiment
| Personatge     | Repartiment estrena original (Guildhall, Derry - 23/09/1980) | Repartiment estrena catalana (Barcelona - 29/01/2014) |
| -------------- | ------------------------------------------------------------ | ----------------------------------------------------- |
| Manus          | Mick Lally                                                   | Albert Prat                                           |
| Sarah          | Ann Hasson                                                   | Jenny Beacraft                                        |
| Jimmy Jack     | Jack Roy Hanlon                                              | Òscar Intente                                         |
| Máire          | Nuala Hayes                                                  | Montse Morillo                                        |
| Doalty         | Liam Neeson                                                  | Ramon Vila                                            |
| Bridget        | Brenda Scallon                                               | Júlia Truyol                                          |
| Hugh           | Ray McAnally                                                 | Enric Auquer                                          |
| Owen           | Stephen Rea                                                  | David Vert                                            |
| Capità Lancey  | David Heap                                                   | Òscar Intente                                         |
| Tinent Yolland | Shaun Scott                                                  | Ivan Benet                                            |